# Woschod (Zeitschrift)
Woschod (russisch Восход, wiss. Transliteration Voschod, auch Voskhod; für „Sonnenaufgang“) war eine jüdische Zeitschrift in russischer Sprache, die von 1881 bis 1906 in St. Petersburg, der Hauptstadt des Russischen Kaiserreiches, erschien.

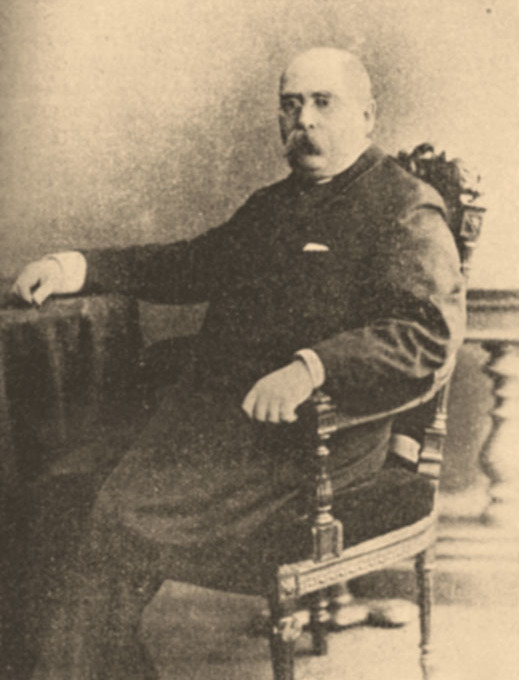
Adolf Landau (Herausgeber)

## Geschichte
Das den Interessen der Juden gewidmete Journal im Russischen Kaiserreich, das von Adolf Landau (1842–1902), dem Herausgeber der Jüdischen Bibliothek, gegründet wurde, war ein Produkt der Haskala-Bewegung. Landaus Motto lautete: „Fortschritt außerhalb und innerhalb des Judentums“ (Прогресс вне и внутри еврейства).
Von der ersten Ausgabe an prangerte Woschod die innere Rückständigkeit der Juden an, forderte ihre geistige Emanzipation und eine breite Aufklärung; andererseits kämpfte Woschod ebenso energisch gegen gesetzliche Beschränkungen und Verfolgung, trotz äußerst ungünstiger äußerer Bedingungen: „mit festem, freiem Wort gegen alle äußeren und inneren Hindernisse für die richtige Entwicklung des russischen Judentums“.
Woschod erschien zunächst als Monatszeitschrift von Januar 1881 bis Dezember 1899 und dann als Wochenzeitschrift von Januar 1900 bis April 1906.
Woschod war die einzige jüdische Zeitschrift in russischer Sprache und das einzige Organ der jüdisch-russischen Intelligenz, die mit dem Judentum in Verbindung blieb. Bei der Gründung von Woschod gab es noch zwei weitere russisch-jüdische Presseorgane, doch ab 1884 blieb Woschod das einzige und erlangte bald große Popularität unter den Juden in Russland.
Zu den bekanntesten Mitarbeitern der Zeitschrift gehörten der Publizist Samuil Ossipowitsch Grusenberg (1854–1909), der die Nedelnaja chronika (Wöchentliche Chronik) herausgab, und Simon Dubnow (1860–1941). Letzterer begann seine Mitarbeit im Woschod mit einem scharf polemischen Artikel über die Religions- und Bildungsreform im jüdischen Leben. Später war er Redakteur der Abteilung Literaturkritik des Woschod. In Woschod veröffentlichte Simon Dubnow mehrere Studien und legte zum ersten Mal seine Theorie des Autonomismus dar.
Die Redaktion des Woschod ließ sich von zwei Grundprinzipien leiten: dem Glauben an den endgültigen Sieg der russischen Juden in ihrem Kampf um volle Gleichberechtigung und der Überzeugung, dass Russland die Heimat der russischen Juden sei und die Lösung ihrer inneren und äußeren Probleme in Russland selbst gefunden werden müsse. Woschod war mit den Kreisen der Chovevei Zion nicht einverstanden und wandte sich mit dem Aufkommen des Zionismus entschieden gegen diese Bewegung. Der Woschod wandte sich jedoch gegen eine vollständige Assimilierung und forderte gleichzeitig die Bewahrung national-religiöser jüdischer Geisteswerte und eine Annäherung an die russische Kultur. In den Jahren von 1881 bis 1884 rief der Woschod zur jüdischen Selbstverteidigung auf.
Die Zeitschrift gab auch eine Zeitung heraus, die zunächst den Namen Wöchentliche Chronik des Sonnenaufgangs trug und später einfach Woschod (Sonnenaufgang) hieß (sie erschien von 1882 bis Juli 1906).
Einige der Leser waren ehemalige Abonnenten der Zeitschrift Jewreiskije sapiski (Jüdische Notizen), die vom Chefredakteur der Zeitschrift empfohlen wurden, bevor diese wegen finanzieller Schwierigkeiten eingestellt wurde.
In der zweiten Hälfte der 1890er Jahre ging die eigentliche Redaktion von Landau auf den promovierten Philosophen Samuil Ossipowitsch Grusenberg über (bis Sommer 1899).
Die Ausrichtung der Zeitschrift brachte ihr viele Feinde ein:
Sie wurde vom jüdischen Organ Hameliz angegriffen, weil sie die dunklen Erscheinungen des traditionellen Judentums anprangerte, ebenso wie von den Anhängern des Zionismus.
Im Woschod, worin die Lösung der „Judenfrage“ nur im Fortschritt und in der Gleichberechtigung in Russland gesehen wurde, lehnte man die Idee der Kolonisierung Palästinas ab; als in den 1880er Jahren die Auswanderung aus Russland zunahm, unterstützte Woschod die Auswanderung nicht nach Palästina, sondern nach Amerika. Hingegen erschienen im Woschod mehrere Artikel, in denen die Idee von Chibbat Zion erläutert wurde (von Moshe Leib Lilienblum und anderen), und man „hörte nicht auf, mit denjenigen zu sympathisieren, die bereits nach Palästina ausgewandert waren“ («не переставал сочувствовать уже переселившимся в Палестину»). Als die zionistische Bewegung aufkam, war der Woschod ihr gegenüber sehr negativ eingestellt.
Im Sommer 1899 wurde Woschod von Adolf Landau an eine Gruppe von Journalisten übergeben und begann unter der Handschrift von Maximilian Grigorjewitsch Syrkin zu erscheinen. Unter dem neuen Redaktionskomitee machte es sich Woschod zur Aufgabe, „den Geist des Volkes zu wecken, ein Nationalbewusstsein zu entwickeln und das kulturelle Niveau der Massen anzuheben“ («пробуждать дух народа, развивать в нем чувства национального самосознания и поднять культурный уровень массы»). Dies trug zu einer Aufweichung der Haltung des Woschod gegenüber dem Zionismus bei, zu dem er eine neutrale Position einnahm; Woschod veröffentlichte sogar eine Reihe von zionistischen Artikeln, blieb jedoch der Überzeugung, dass die Lösung der „Judenfrage“ ausschließlich von nationalpolitischen Aktivitäten in den Ländern abhänge, in denen sich die Juden jetzt aufhielten.
Neben dem öffentlichen Wert hat Woschod auch einen wissenschaftlichen und literarischen Wert. Er enthält eine Reihe von Originalstudien zu verschiedenen Bereichen der jüdischen Wissenschaft, Philosophie, Geschichte sowie Recht und Kunst. Insgesamt wurden mehr als 300 Ausgaben des Magazins veröffentlicht. Der Redaktion gelang es, die Besten der jüdisch-russischen Intelligenz und einige nichtjüdische Schriftsteller für den Woschod zu gewinnen.
Im Laufe seines Erscheinens sah sich der Woschod auch mit einer Reihe von Zensurmaßnahmen konfrontiert.